# 袁北站
袁北站是位于江苏省淮安市淮阴区丁集镇的一个铁路车站，邮政编码223300。车站建于1995年，有新长铁路经过该站，亦是宿淮铁路的東端起點，现仅办理货运业务，不办理客运业务，车站及其上下行区间未电气化。车站距离新沂站100公里，隶属上海铁路局，是四等站。
袁北站设有5条到发线及1座基本站台，西侧为华能电厂的交换场。车站货场位于站房南侧，内设3条货物线，办理整车货物运输，主要到发品为煤炭类、化肥类、粮食类及钢铁类。车站设有通往新港铁路有限公司和华能淮阴第二发电有限公司的专用线。